# Fotvärmare

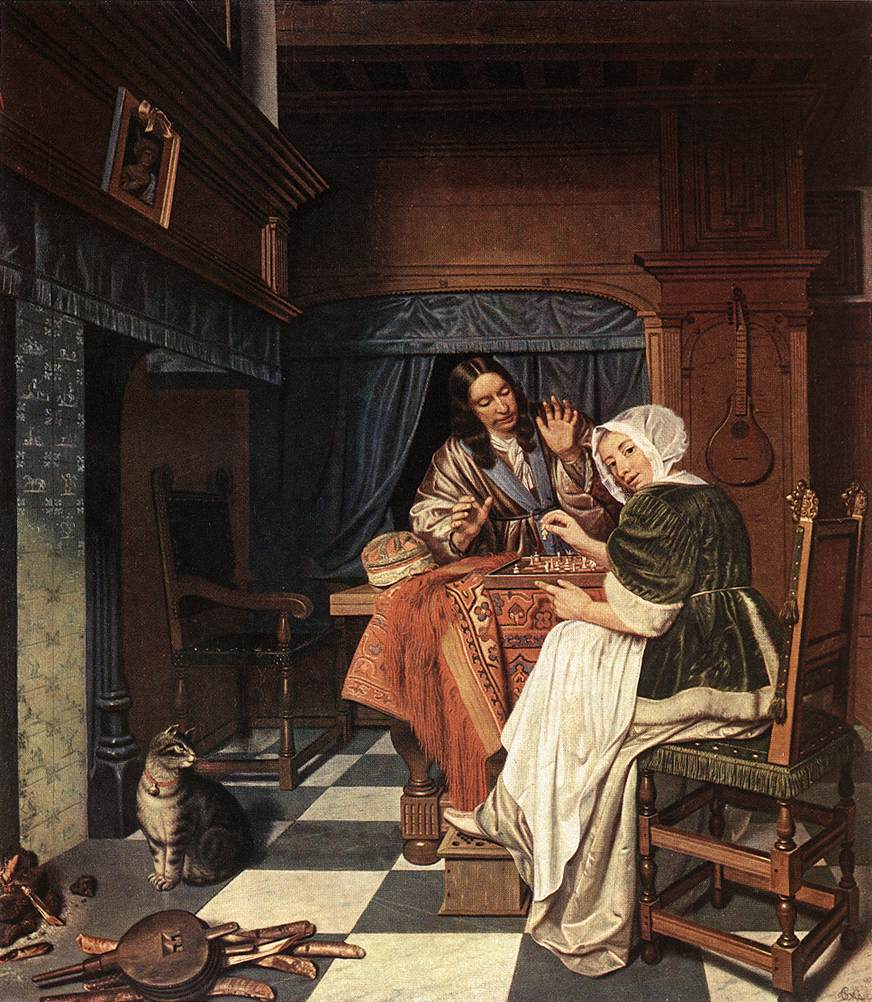
Cornelis de Man - Schackspelarna (c:a 1670). Kvinnans fotvärmare är mycket lik den nederländska bland bilderna till vänster.

En fotvärmare är en (flyttbar) värmekälla och ett komplement eller alternativ till annan uppvärmning för en (1) person. 

## Utformning och användning
Fotvärmaren består av en behållare av trä eller keramik i vilken ett eldfast kärl fyllt med glöd placeras. Konstruktionen kan vara försedd med handtag. Fotvärmaren placeras på den plats där förstärkningsvärme önskas, och användaren placerar sina fötter ovanpå behållaren, där lufthål leder ut värmen. Genom att isolera fotvärmaren med en filt – eller ett klädesplagg som t.ex. en lång kjol – bevaras värmen längre och en större del av kroppen kan värmas upp.

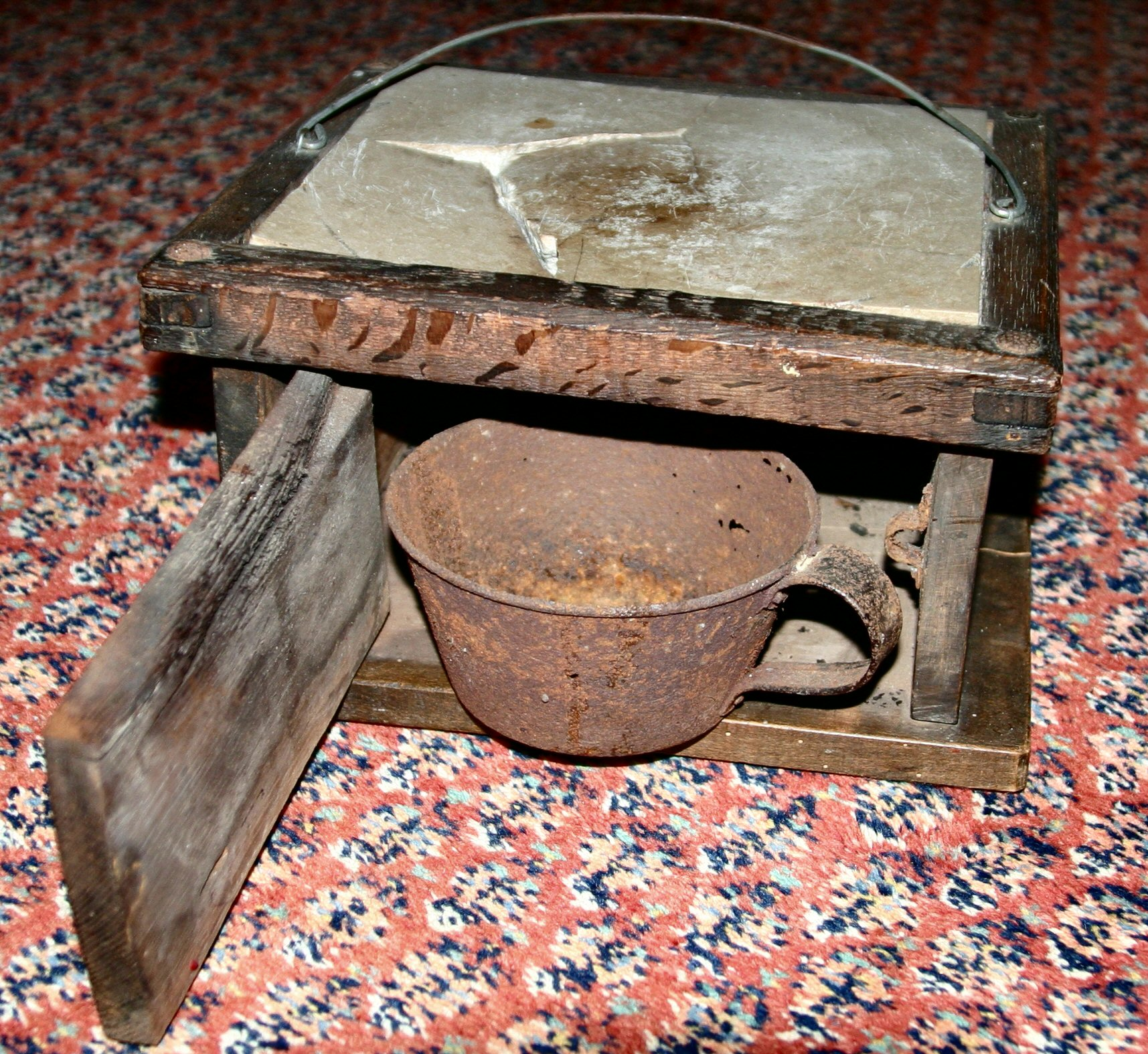
Fotvärmare med handtag från Nordtyskland
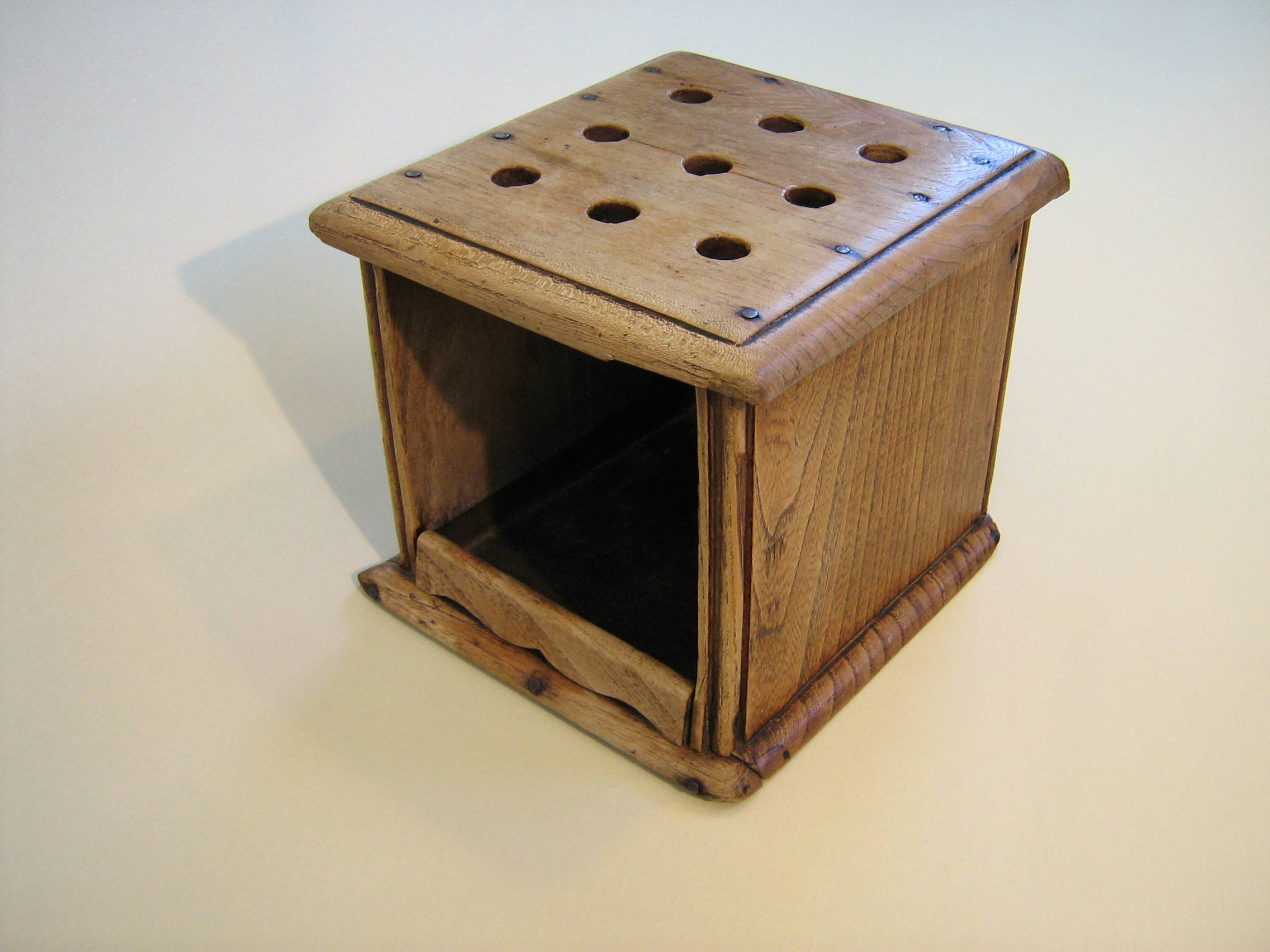
Fotvärmare i trä från Nederländerna
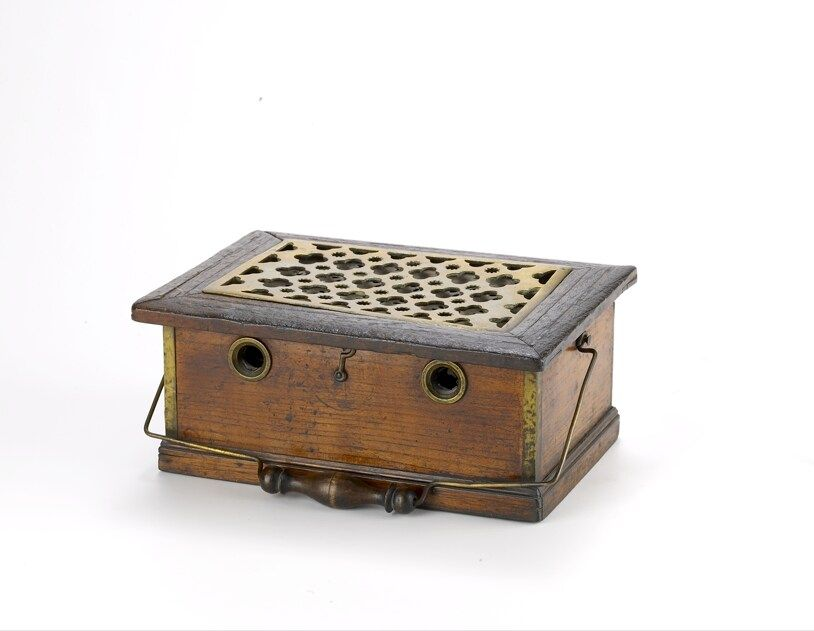
Bärbar fransk fotvärmare från 1800-talet
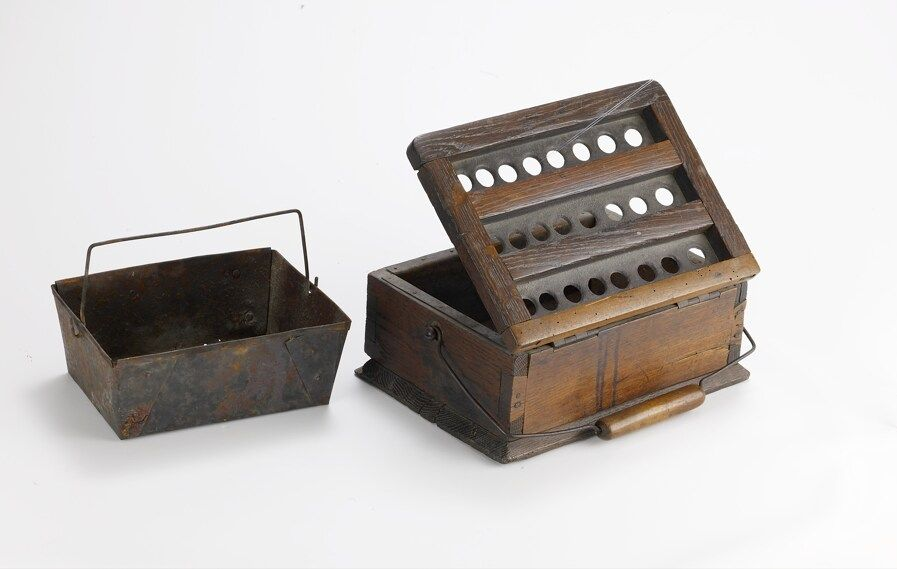
Fotvärmarens delar

## Historia
Innan centralvärme började införas i slutet av 1800-talet var människor beroende av eld och någon form av eldstad för uppvärmning, vilket innebar att varje rum värmdes för sig. Innan det blev tekniskt möjligt och ekonomiskt rimligt att värma upp en hel bostad fungerade fotvärmaren som en lokal värmekälla som kunde flyttas runt efter behov i ett helt eller delvis ouppvärmt hus. Den kunde även utnyttjas på resa eller i ouppvärmda offentliga lokaler, som t.ex. kyrkor. (Ett billigare alternativ var att använda upphettade stenar eller tegelpannor som sveptes in i ett tygstycke.)  
En närbesläktad historisk företeelse är fyrfatet. I likhet med fotvärmaren är det en behållare som fylls med glöd och ofta placerades på golvet (därför ibland även det kallat för fotvärmare). Här är dock behållaren öppen och fyrfatet har utnyttjas inte bara för värme, utan även som belysning och för att hålla mat varm. En mindre, klotformig modell begagnades som handvärmare. I Sydeuropa har fyrfat tillverkats sedan antiken, i Sverige från 1500-talet till slutet av 1800-talet.
I Europa har den slutna fotvärmare använts från 1600-talet och framåt, bl.a. i Nederländerna, Nordtyskland och Frankrike. Den följde också i ett tidigt skede med europeiska emigranter till Nordamerika. I Storbritannien tillverkade porslinsföretaget Doulton & Co. Ltd så sent som 1948 fortfarande "Doulton's Improved Foot Warmer" för London & North Eastern Railway. I Sverige finns anordningen belagd åtminstone sedan 1659, när en bouppteckning från Stockholm omnämner den som en mässingsfotpotta. Själva ordet fotvärmare finns belagt åtminstone sedan 1854.

## Kulturella referenser

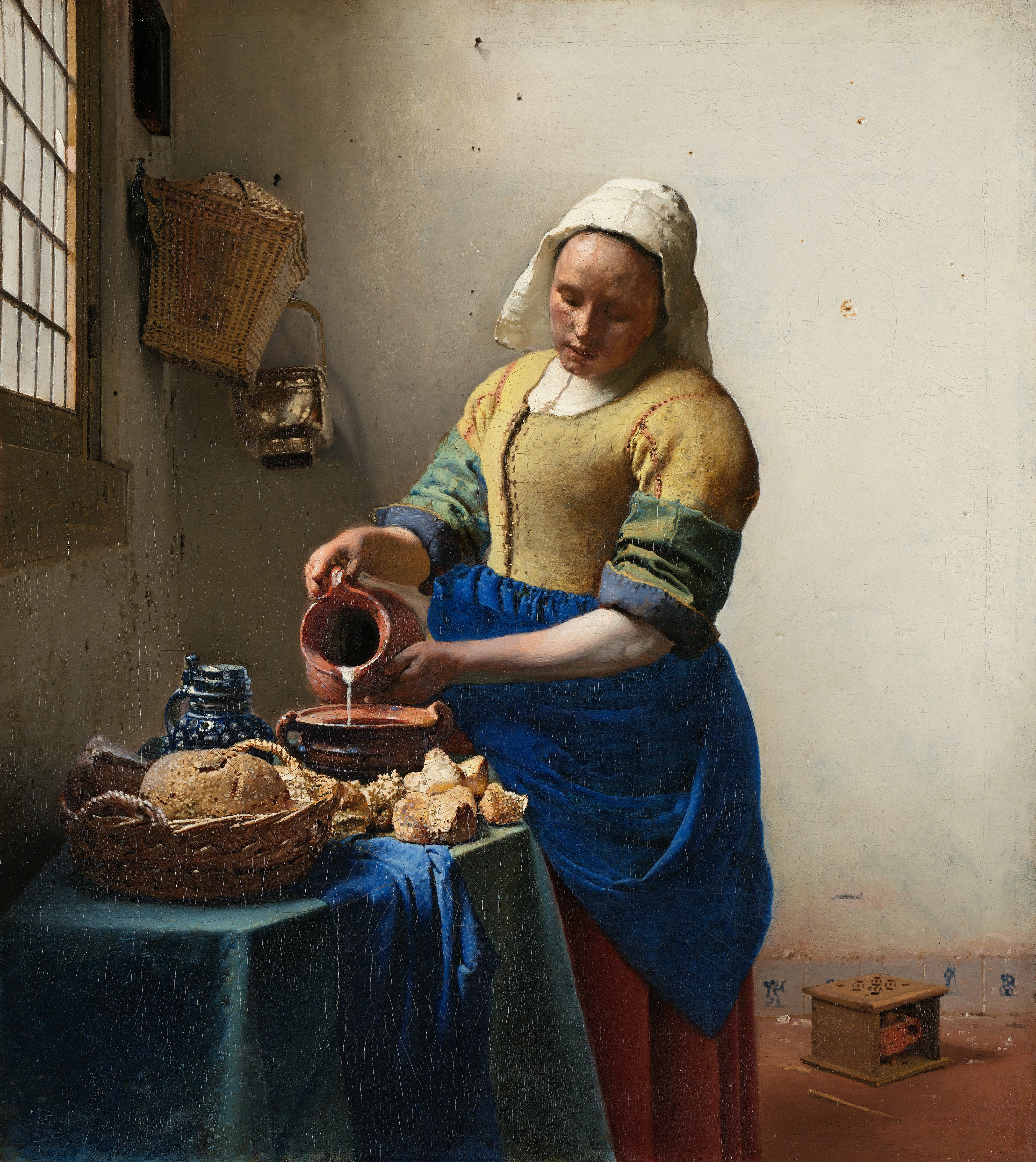
Johannes Vermeer - Mjölkpigan (c:a 1660)

- Fotvärmare förekommer på flera målningar av nederländska 1600-talskonstnärer, t.ex. syns en i bakgrunden på Johannes Vermeers målning Mjölkpigan, målad c:a 1660. Två fotvärmare ingick i bouppteckningen efter Vermeer.[9] Även Quiring van Brekelencam återgav fotvärmare i en av tidens populära interiörmålningar.
- I Hjalmar Bergmans bok Markurells i Wadköping (1919) drömmer stadens äldsta invånare, Tante Rüttenschöld, att hon blir bjuden på en sandpannkaka bakad "i en fotvärmare av strålande blank mässing".[10]